# Marcel Uderzo

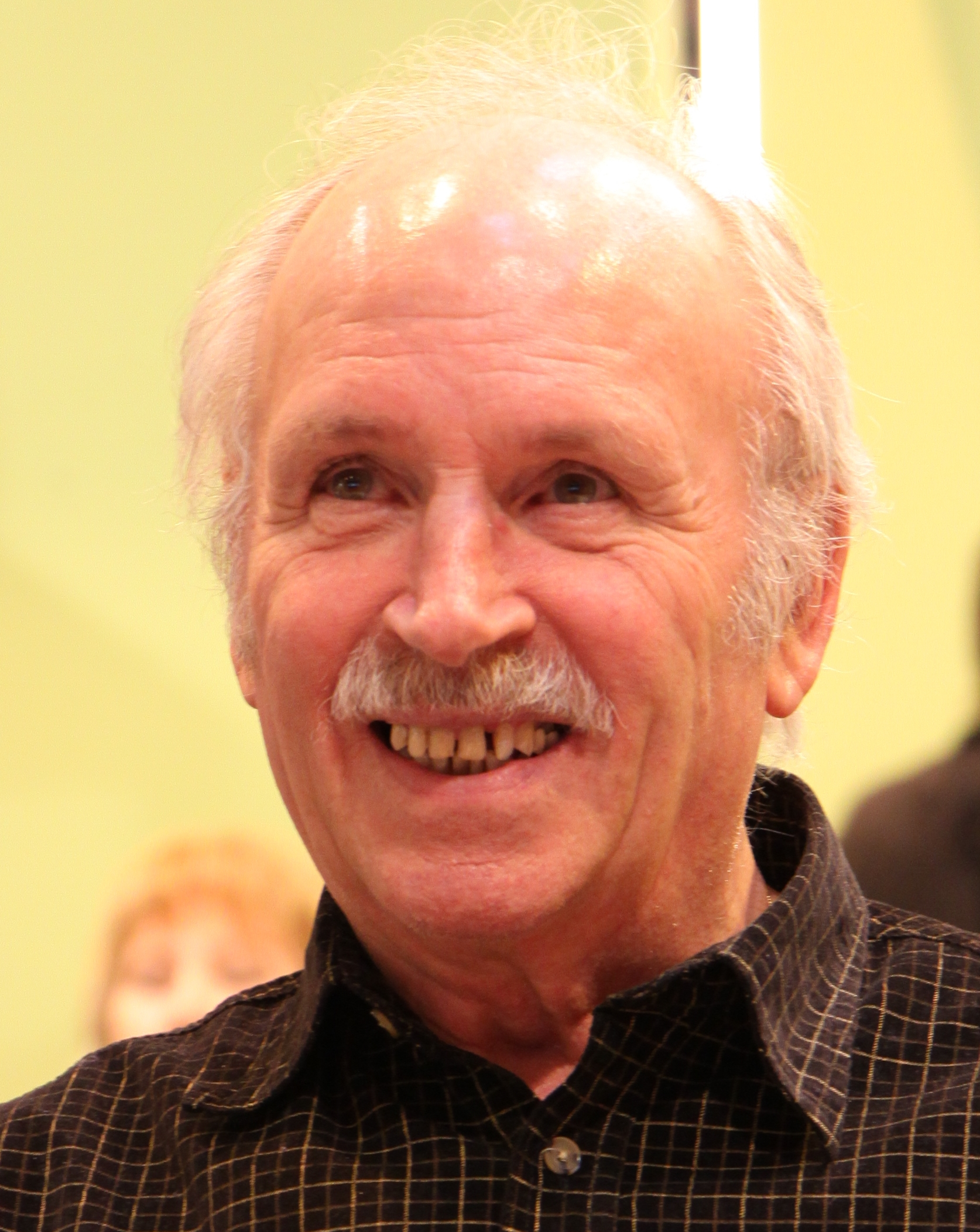
Marcel Uderzo, 2010

Marcel Uderzo (* 20. Dezember 1933 in Clichy-sous-Bois; † 24. Januar 2021 in Évreux) war ein französischer Comiczeichner. Er war der Bruder von Albert Uderzo.

## Leben und Wirken

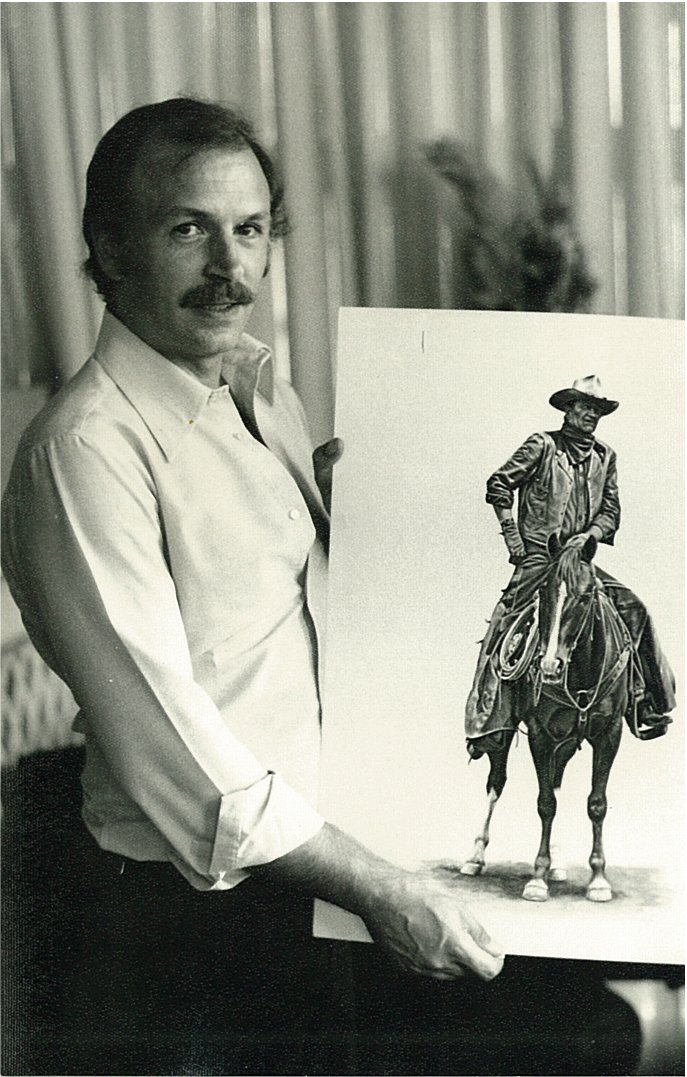
Marcel Uderzo, 1976

Marcel Uderzo wurde 1933 geboren als jüngstes von fünf Kindern italienischer Immigranten, Silvio Uderzo und Iria Crestini. 1938 zog die Familie in das 11. Arrondissement von Paris in die Rue de Montreuil.
Nach der Schule lernte er wie sein Vater das Handwerk des Geigenbauers. 1964 verschlechterte sich die Beziehung zu seinem Vater, da dieser das Familienunternehmen verkaufen und in Ruhestand gehen wollte. Zu dieser Zeit wandte er sich beruflich den Comics zu.
Anschließend entdeckte er sein Zeichentalent und ging zu seinem Bruder Albert in die Lehre als Comicautor. Zugleich arbeitete er weiter bei seinem Vater.
Nach etwas mehr als zwei Jahren nahm er den Pinsel im September 1967 wieder in die Hand. Er arbeitete wieder an Asterix mit. Asterix bei den Belgiern, bei dem er das Festbankett auf der letzten Seite als Parodie des Bildes Die Bauernhochzeit von Pieter Bruegel der Ältere alleine anfertigte, war der letzte Band, an dem er mitwirkte. 1977 zeichnete er das Album 12 Prüfungen für Asterix.
Nachdem er zwischen 1966 und 1979 elf Jahre als Assistent seines Bruders gearbeitet hatte, beendete er 1979 die Zusammenarbeit mit seinem Bruder endgültig, da es in der täglichen Arbeit miteinander zu Spannungen kam. Im Januar 1980 begann er mit einem eigenen Werk: Les Mémoires de Mathias (deutsch: Matti erzählt).
In den Jahren der Einzelarbeit veröffentlichte er meist One-Shot-Alben. Meist arbeitete er mit Moloch (Michel Clatigny) zusammen.
Seit einigen Jahren lebte Marcel Uderzo zusammen mit der Coloristin Monique-Hélène Ott, mit welcher er mehrere Bücher gestaltete, in der Haute-Normandie. Während der COVID-19-Pandemie in Frankreich starb Uderzo am 24. Januar 2021 im Alter von 87 Jahren an den Folgen einer SARS-CoV-2-Infektion.

## Werke
Die meisten Alben erschienen in Frankreich und wurden nicht ins Deutsche übersetzt. In Deutschland sind nur die folgenden sechs Werke erschienen: 
- Matti erzählt/Die Abenteuer von Matthias (Les Mémoires de Mathias)
  - Die Zaubertrommel, Ehapa 1982
  - Die Irokesenmaske, Ehapa 1985
  - Die Götter des Sees, Arboris 1989
- Marie die Abenteurerin, Splitter 1988
- Kaiser Karl I. Kaiser des Friedens, Athesia 2007
- Der letzte Mohikaner, Brockhaus Literaturcomics 8, Brockhaus 2012